# تاماس زابو (نحات)
تاماس زابو (بالمجرية: Szabó Tamás)‏ (و. 1952  م) هو نحات مجري، وُلد في بودابست.

## جوائز
حصل على جوائز منها:
- نيشان الفنون والآداب من رتبة قائد (17 يناير 2013)[2]
- جائزة المنافسة العامة  [لغات أخرى]‏ (1946)